# Andrea Nemeth
Andrea Nemeth (ur. 1978) – kanadyjska aktorka filmowa i telewizyjna.

## Filmografia
- 2000: Straszny film (Scary Movie) jako Heather
- 1998–1999: Nowe przygody rodziny Addamsów (The New Addams Family) jako Laurie
- 1998: Someone to Love Me: A Moment of Truth Movie jako Kim McKay
- 1996: Safari na IX piętrze (Urban Safari) jako Heather
- 1995: A Dream Is a Wish Your Heart Makes: The Annette Funicello Story jako Annette Funicello, wiek 12-15
- 1995: Rodzinny dylemat (A Family Divided) jako Cindy
- 1994: Czy boisz się ciemności? (Are You Afraid of the Dark?) jako Erica